# Сімург

Sēnmurw — династичний символ Сасанідів

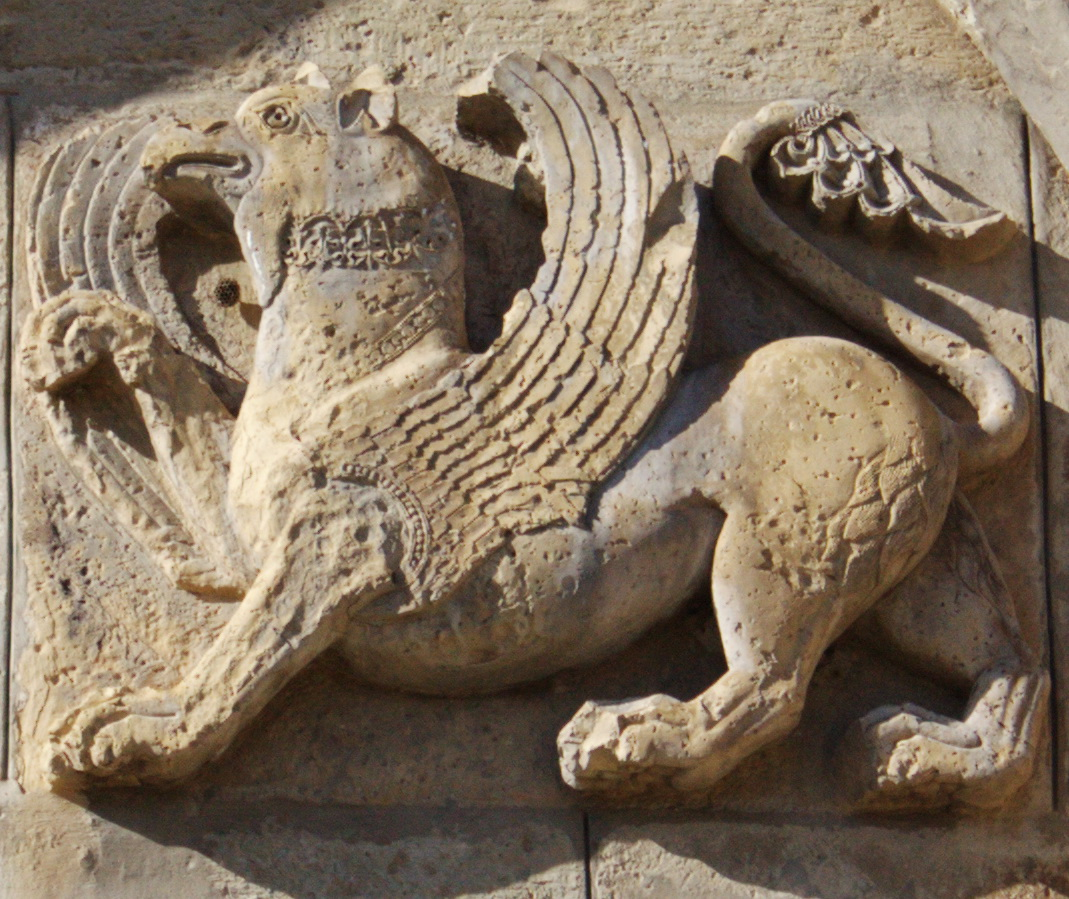
Барельєф Сімурга на східному фасаді храму Самтавісі

Сімург, або симург (перс. سیمرغ‎, тадж. Симурғ, «вершник», «птах з верхів'я дерева/гори») — в іранській міфології фантастична істота, король усіх птахів. Один із державних символів Іранської держави Сасанідів. Також зустрічається в міфах тюрків Середньої Азії і башкирів.

## Образ у різних народів
В період існування арійської спільноти та після відокремлення іранців, Сімурга уявляли як гігантського міфологічного орла. Однак не пізніше, ніж середина І тис. до н. е., частина іранців починає описувати Сімурга як поліморфну істоту, чий образ подібний до кажана. Вважалося, що Сімург виглядає як величезний сокіл з жіночими грудьми, або як хижий птах з рисами лева чи собаки.
Сімург функціонував як благий покровитель окремих людей, особливо людських колективів. Ця функція яскраво відображена в «Шахнаме» Фірдоусі, де Сімург виступає в ролі охоронця роду епічних героїв Сама — Заля — Рустама. Відомо, що зображений в «Шахнаме» цикл розповідей-бувальщин про цих епічних персонажів був складений в середовищі азійських східноіранських за мовою сакських племен, які є близькі по роду з європейськими скіфами та сармато-аланами. Це дає причини припустити, що Сімаргл у скіфів і сармато-аланів (а пізніше і в язичницькій Київській Русі князя Володимира), як і Сімург в розповідях саків, міг вважатися покровителем окремих людей і їх колективів (родів, племен), що й стало причиною значимої поваги до цієї істоти певною частиною цієї гілки східних іранців. Виходячи з функції благого покровителя, зображення Сімурга часто використовували на талісманах. Сенмурв (Сімург) був династичним символом Сасанідів.
В зороастрійських текстах згадується, що Сімург сидить під Світовим Деревом (Вічним Деревом Життя), на якому росте все насіння світу, і помахами крил розсипає це насіння, а вітер та дощ розносять його по цілому світі. В пізніших легендах, Дерево і Сімург ототожнюються.
В «Шахнаме» Фірдоусі, Сімург відіграє важливу роль в історії Заля і його сина Рустама. Сімург згадується в «Розмові птахів» суфійського містика Фарід-ад-Діна Атара. Також існує легенда, що Сімург живе сімсот років, і коли у нього виростає син, кидається у вогонь.
Образ Сімурга має різноманітні трактування. Найчастіше він сприймається, як віщий птах справедливості і щастя, але в деяких міфах з'являється як сторож, який сидить на горі, що є межею потойбічного світу.
- Образ Сімурга був, ймовірно, запозичений східними слов'янами в вигляді бога Сімаргла.
- Міф про Сімурга поширився серед тюркомовних народів Середньої Азії. Наприклад, в узбеків цей птах називається Семург, у казахів — каз. Самұриқ (Самурик), у татар — Семруг, а в башкирській міфології — Самрау.

## Використання у мистецтві
- Назва роману «Гримус» Салмана Рушді — анаграма слова «Сімург»
- В книзі В. О. Пелевіна «Generation „П“» обігрується тема міфу про Сімурга
- В 1972 році на кіностудії «Узбекфільм» був відзнятий художній фільм «Сімург»
- Архітектурний символ Астани «Байтерек» означає на казахській мові «дерево життя», тобто є деревом, на якому Сімург звив своє гніздо.
- Сімург зображений на гербі британського рок-гурту «Queen».
- Сімург зображений на гербі однойменного азербайджанського футбольного клубу «Сімург».
- Твір української композиторки Вікторії Польової «Симург-квінтет» (2000) — для двох скрипок, альта, віолончелі та фортеп'яно.